# Посмак, Вячеслав Николаевич
Вячеслав Николаевич Посмак (рум. Veaceslav Posmac; род. 7 ноября 1990, Вулканешты, ССР Молдова, СССР) — молдавский футболист, защитник сборной Молдовы.

## Карьера

### Клубная
С детства занимался различными видами спорта. В седьмом классе сконцентрировался на футболе, переехав в спортинтернат в Комрате. После трёхлетнего обучения там стал игроком команды «Сфынтул Георге», в составе которой дебютировал в высшем национальном дивизионе. Отыграв в сельской команде 3 сезона, перешёл в кишинёвскую «Дачию». Выступая за «Дачию», четырежды выигрывал серебряные медали чемпионата Молдавии, становился финалистом кубка, в 2015 и 2016 годах был признан лучшим защитником года в Молдавии. Был капитаном команды. В последней игре за «Дачию», золотом матче чемпионата-2016/17 против «Шерифа», сравнял счёт на 73-й минуте, но итоговую победу одержали тираспольчане в серии пенальти (1:1 (3:0)). За 5 лет в «Дачии» сыграл в 245 матчах во всех турнирах.
Летом 2017 года перешёл в «Шериф». Накануне старта сезона-2019 стал капитаном команды.

### В сборной
За сборную Молдавии дебютировал 14 июня 2013 года в товарищеском матче против сборной Кыргызстана (2:1). Первый гол забил в товарищеском матче против Норвегии 15 января 2014 года в Абу-Даби. Открыл счёт на 29-й минуте, молдаване в итоге уступили 1:2. Второй мяч за сборную забил в победной игре со сборной Сан-Марино 19 марта 2017 года (2:0).
Сыграл в 1 отборочном матче чемпионата Европы 2016 года, выйдя на замену в выездной игре со сборной Черногории 8 сентября 2014 года (0:2). С отборочного цикла чемпионата мира-2018 стал одним из основных защитников сборной Молдавии, сыграв в 6 матчах отбора.